# 三方货币协议
三方货币协议指1936年英、美、法三国签订的货币协议。该协议规定三国中任一国若要调整汇率，都需事先知会其余各方。
19世纪以来，西方国家普遍实行金本位制。1930年以来，受到大萧条冲击的各国感受到黄金短缺，德英美等国等先后对黄金实行管制，放弃金本位制度。但以法国为首的黄金集团国家依然坚持金本位制度，1936年，法国无力承受过高的法郎，宣布法郎贬值，同年与英、美签订三方货币协议。该协议标志着金本位制度的彻底破产，并预示着以美元为中心的新的国际金融制度的诞生。